# エスクード (ゲームブランド)
エスクード (Escu:de) は、大阪府大阪市北区大淀南（2011年12月11日まで西天満）に拠点を置く、有限会社エレメントのアダルトゲームブランドである。調教シミュレーションゲームなどやり込みを重視したゲームを主に製作している。

## 作品一覧
- 1998年10月23日 - Eye's 〜あなたの瞳にうつるもの〜
- 1999年7月2日 - HyperBroken 〜魂のチカラ〜
- 1999年11月12日 - 魔女っ娘マリエルン
- 2000年4月7日 - みらくるテンプテーション!!
- 2000年7月21日 - 流聖天使プリマヴェール 〜捕らわれの天使〜
  - 2002年12月13日 - 流聖天使プリマヴェールV
  - 2007年9月28日 - 彗聖天使プリマヴェールZwei
  - 2016年7月29日 - 遊聖天使プリマヴェールDrei
  - 2016年12月22日 - 遊聖天使プリマヴェールDrei ダークミッション
- 2000年12月22日 - とびっきりRUIN
- 2001年11月22日 - メタモルファンタジー
  - 2004年12月17日 - メタモルファンタジーSP
- 2002年8月2日 - ラブリー・ラブドール
- 2004年3月19日 - ジュエルスオーシャン
- 2005年5月27日 - 英雄×魔王
  - 2006年1月27日 - 麻雀 英雄×魔王
- 2006年11月24日 - ふぃぎゅ@メイト
  - 2007年4月27日 - ふぃぎゅ@謝肉祭
- 2008年1月25日 - ワンダリング・リペア!
- 2008年7月25日 - ヴェルディア幻奏曲
- 2010年1月29日 - 乙女恋心プリスター
  - 2010年7月30日 - 乙女恋心プリスターFANDISC 〜もっとHに恋せよ乙女!〜
- 2010年12月23日 - あかときっ!-夢こそまされ恋の魔砲-
  - 2011年5月27日 - あかときっ!!-花と舞わせよ恋の衣装-
  - 2013年11月29日 - あかときっ♥-もっと脱がせて恋の魔砲-
  - 2017年9月29日 - あかときっ2！-紡ぐマホウと零れるヒカリ-
- 2011年11月25日 - 彼女は高天に祈らない-quantum girlfriend-
- 2012年6月29日 - 紅蓮華 -ぐれんか-
- 2012年12月21日 - ヒメゴト・マスカレイド 〜お嬢様たちの戯れ〜[1]
- 2013年6月28日 - せんすいぶ!
- 2014年6月27日 - Re；Lord 〜ヘルフォルトの魔女とぬいぐるみ〜
  - 2015年5月29日 - Re；Lord 第二章 〜ケルンの魔女と黒猫〜
  - 2017年7月28日 - Re；Lord 第三章 〜グローセンの魔王と最後の魔女〜
- 2014年8月29日 - 花嫁と魔王〜王室のハーレムは下剋上〜
- 2015年3月27日 - パニカル・コンフュージョン
- 2015年11月27日 - フォーリンラブ×4tune
- 2018年6月29日 - 闇染Revenger -墜ちた魔王と堕ちる戦姫-
  - 2020年11月27日 - 闇染Liberator -闇堕ち勇者と堕ちる戦姫-[2]
- 2019年1月25日 - メイドinウィッチライフ! -館で始まるHな魅了性活-
- 2019年7月26日 - 姫と穢欲のサクリファイス
- 2020年4月24日 - トリニティ×カラミティ 〜淫らな躾と終わる世界〜
- 2020年11月27日 - 闇染Liberator －闇堕ち勇者と堕ちる戦姫－[3]
- 2021年7月21日 - 放課後⇒エデュケーション! 〜先生とはじめる魅惑のレッスン〜
- 2022年4月28日 - 姫と婬欲のテスタメント
- 2022年12月23日 - 廃村少女〜妖し惑ひの籠の郷〜
- 2023年10月27日 - 戦巫〈センナギ〉―穢れた契りと神ころも―[4]
- 2024年3月1日 - 廃村少女 〜絡艶異聞〜（ダウンロード先行販売のアペンド）
- 2024年9月27日 - 悠刻のファムファタル
- 2025年1月31日 - 廃村少女 外伝 ～嬌絡夢現～
- 2025年7月25日 - 廃村少女[弐] ～陰り誘う秘姫の匣～

### その他
- 自宅すたじお『ギャルズフィクション』の背景に『廃村少女[弐] ～陰り誘う秘姫の匣～』が登場。[5]

## 主なスタッフ
原画
- はなたかれとも
- 光姫満太郎

シナリオ
- 林ふみと
- 籐太